# Gavrianí
Gavrianí (Gavriani, Gavrinoi) är en ort i Grekland.   Den ligger i prefekturen Nomós Magnisías och regionen Thessalien, i den centrala delen av landet, 130 km nordväst om huvudstaden Aten. Gavrianí ligger 359 meter över havet och antalet invånare är 147.
Terrängen runt Gavrianí är lite bergig, och sluttar österut.  Närmaste större samhälle är Pelasgía, 6,6 km sydväst om Gavrianí. 